# Charles McIlvaine
Charles Joseph "Charley" McIlvaine (ur. 6 sierpnia 1903 w Filadelfii, zm. 30 stycznia 1975 w Ocean City) – wioślarz amerykański, złoty medalista olimpijski.
Wystąpił na igrzyskach olimpijskich w Amsterdamie w 1928 roku, gdzie razem z Paulem Costello zdobył złoty medal w dwójkach podwójnych. W finale pokonali Kanadyjczyków o 9,6 sekundy. Był to jego jedyny start olimpijski.